# Proctoporus cephalolineatus
Proctoporus cephalolineatus är en ödleart som beskrevs av García Pérez och Yustiz 1995. Proctoporus cephalolineatus ingår i släktet Proctoporus och familjen Gymnophthalmidae. Inga underarter finns listade i Catalogue of Life.
Arten förekommer i bergstrakter i norra Venezuela vid havet och på Trinidad. Honor lägger ägg.